# Tandtroll
Tandtroll är ett sagoväsen som påstås orsaka karies, hål i tänderna.
Verklighetens "tandtroll" kan ses som bakterien Streptococcus Mutans (m.fl.) som likt de fiktiva "tandtrollen" orsakar kariesangrepp på tänderna.
Barnboksförfattaren Thorbjørn Egner nämner i sin bok Karius och Baktus tandtrollen.
Tandtrollen livnär sig på sötsaker men de kan motverkas med tandborstning, fluorsköljning, och nedskärning av godis, läsk och sötsaker.

## Tandtroll som skrämseltaktik
Tandtroll används vanligtvis av vuxna som en skrämmande konsekvens om barnen ej borstar sina tänder. Även tandkliniker använder sig av tandtroll som ett verktyg för att barn ska borsta tänderna.